# Torneo Femenino Apertura 2009 (Argentina)
El Torneo Femenino Apertura 2009 fue la vigésima séptima edición del Campeonato Femenino de Fútbol organizado por la Asociación del Fútbol Argentino. Participaron ocho equipos y el campeón fue Boca Juniors.

## Equipos participantes
| Equipo          | Ciudad        |
| --------------- | ------------- |
| Boca Juniors    | Buenos Aires  |
| Estudiantes     | La Plata      |
| General Urquiza | Villa Lynch   |
| Huracán         | Buenos Aires  |
| Independiente   | Avellaneda    |
| Platense        | Vicente López |
| River Plate     | Buenos Aires  |
| San Lorenzo     | Buenos Aires  |

## Sistema de disputa
El torneo se desarrolló según el sistema de todos contra todos, a una sola vuelta y disputándose en total siete fechas.

## Tabla de posiciones
| Pos. | Equipo               | Pts. | PJ | PG | PE | PP | GF | GC | Dif. |
| ---- | -------------------- | ---- | -- | -- | -- | -- | -- | -- | ---- |
| 01.º | Boca Juniors         | 19   | 7  | 6  | 1  | 0  | 46 | 4  | 42   |
| —    | San Lorenzo (*) (**) | 0    | 0  | 0  | 0  | 0  | 0  | 0  | 0    |
| —    | River Plate (*)      | 15   | 7  | 5  | 0  | 2  | 0  | 0  | 0    |
| —    | Estudiantes (*)      | 0    | 0  | 0  | 0  | 0  | 0  | 0  | 0    |
| 05.º | Huracán              | 6    | 7  | 1  | 3  | 3  | 8  | 17 | −9   |
| 06.º | General Urquiza      | 5    | 7  | 1  | 2  | 4  | 4  | 12 | −8   |
| 07.º | Independiente        | 5    | 7  | 1  | 2  | 4  | 7  | 21 | −14  |
| 08.º | Platense             | 0    | 7  | 0  | 0  | 7  | 2  | 36 | −34  |

|  | Campeón |

Fuentes:  Rec.Sport.Soccer Statistics Foundation y CeroaCero.
(*) Las fuentes consultadas discrepan con respecto a las posiciones y estadísticas de San Lorenzo, River Plate y Estudiantes. Para la elaboración de esta tabla se han tomado en cuenta solo los datos coincidentes y se han dejado en blanco los demás.
(**) Tanto RSSSF como el Club  San Lorenzo de Almagro mencionan explícitamente el subcampeonato de San Lorenzo.

## Resultados

### Fecha 1
| 17 de octubre de 2009 | Huracán | 1 - 1   | Gral. Urquiza |  |  |
|                       |         | Reporte |               |  |  |

| 17 de octubre de 2009 | Independiente | 2 - 3   | Estudiantes |  |  |
|                       |               | Reporte |             |  |  |

| 18 de noviembre de 2009 | River Plate                              | 2 - 4   | Boca Juniors                                        |  |  |
|                         | Catalina Pérez Castaño · María Pía Gómez | Reporte | Rosana Gómez · Eva Nadia González · Yael Oviedo · - |  |  |

| 18 de noviembre de 2009 | Platense | 0 - 9   | San Lorenzo |  |  |
|                         |          | Reporte | María Tierri 2' · Carina Núñez 6' 12' 19' · Sindy Ramírez 17' (penal) 90' · Enrqueta Tato 32' 62' · Florencia Quiñones 54' |  |  |

### Fecha 2
| 24 de octubre de 2009 | Independiente | 3 - 1   | Platense |  |  |
|                       |               | Reporte |          |  |  |

| 25 de octubre de 2009 | Estudiantes | 1 - 0   | River Plate |  |  |
|                       |             | Reporte |             |  |  |

| 25 de noviembre de 2009 | Boca Juniors | 9 - 1   | Huracán |  |  |
|                         |              | Reporte |         |  |  |

| 26 de noviembre de 2009 | Gral. Urquiza | 0 - 2   | San Lorenzo |  |  |
|                         |               | Reporte |             |  |  |

### Fecha 3
| 7 de noviembre de 2009 | Huracán | 0 - 2   | Estudiantes |  |  |
|                        |         | Reporte |             |  |  |

| 7 de noviembre de 2009 | Platense | 0 - 2   | Gral. Urquiza |  |  |
|                        |          | Reporte |               |  |  |

| 8 de noviembre de 2009 | San Lorenzo | 0 - 0   | Boca Juniors |  |  |
|                        |             | Reporte |              |  |  |

| 8 de noviembre de 2009 | River Plate                                             | 3 - 1   | Independiente | Auxiliar,                    |                              |
|                        | Emilia Mendieta · María Pía Gómez · Mariana Larroquette | Reporte | -             | Árbitro(s): Martín Giampaolo | Árbitro(s): Martín Giampaolo |

### Fecha 4
| 14 de noviembre de 2009 | River Plate                                             | 7 - 0   | Platense | Ezeiza,                              |                                      |
|                         | Mariana Larroquette · Soledad Jaimes · Evangelina Testa | Reporte |          | Árbitro(s): Cristian Martinez Cuenca | Árbitro(s): Cristian Martinez Cuenca |

| 14 de noviembre de 2009 | Boca Juniors | 5 - 0   | Gral. Urquiza |  |  |
|                         |              | Reporte |               |  |  |

| 14 de noviembre de 2009 | Independiente | 1 - 1   | Huracán |  |  |
|                         |               | Reporte |         |  |  |

| 15 de noviembre de 2009 | Estudiantes | 0 - 1   | San Lorenzo   |  |  |
|                         |             | Reporte | Sindy Ramírez |  |  |

### Fecha 5
| 21 de noviembre de 2009 | San Lorenzo | 4 - 0   | Independiente |  |  |
|                         |             | Reporte |               |  |  |

| 28 de noviembre de 2009 | Huracán | 1- 3    | River Plate |  |  |
|                         |         | Reporte |             |  |  |

| 2 de diciembre de 2009 | Gral. Urquiza | 0 - 1   | Estudiantes |  |  |
|                        |               | Reporte |             |  |  |

| 2 de diciembre de 2009 | Platense | 0 - 10  | Boca Juniors |  |  |
|                        |          | Reporte |              |  |  |

### Fecha 6
| 5 de diciembre de 2009 | River Plate | 2 - 0   | San Lorenzo |  |  |
|                        |             | Reporte |             |  |  |

| 5 de diciembre de 2009 | Estudiantes | 1 - 9   | Boca Juniors |  |  |
|                        |             | Reporte |              |  |  |

| 5 de diciembre de 2009 | Independiente | 0 - 0   | Gral. Urquiza |  |  |
|                        |               | Reporte |               |  |  |

| 6 de diciembre de 2009 | Huracán | 3 - 0   | Platense |  |  |
|                        |         | Reporte |          |  |  |

### Fecha 7
| 12 de diciembre de 2009 | Boca Juniors                                                                                      | 9 - 0   | Independiente | Pedro Pompilio, |  |
|                         | Valeria Cotelo · Miriam Britos · Andrea Ojeda · Rosana Gómez · Yael Oviedo · Elizabeth Villanueva | Reporte |               |                 |  |

| 12 de diciembre de 2009 | San Lorenzo    | 1 - 1   | Huracán |  |  |
|                         | Enriqueta Tato | Reporte | -       |  |  |

| 12 de diciembre de 2009 | Platense | 1 - 2   | Estudiantes |  |  |
|                         |          | Reporte |             |  |  |

| 13 de diciembre de 2009 | Gral. Urquiza | 1 - 3   | River Plate |  |  |
|                         |               | Reporte |             |  |  |

## Campeón
| XXX                      |
| Boca Juniors 17.º título |